# Власенко Дмитро Миколайович
Дмитро́ Микола́йович Вла́сенко (нар. 25 жовтня 1990, с. Стара Басань, Чернігівська область — 5 вересня 2014, с. Шишкове, Луганська область) — солдат Збройних сил України, учасник російсько-української війни.

## Життєвий шлях
Народився 1990-го в Старій Басані. Закінчив 2007 року Старобасанську загальноосвітню школу, київський технічний коледж. Працював у Києві на одному з авторемонтних підприємств слюсарем. Пройшов строкову службу в ЗСУ в 2009—2010 роках, 36-й об'єднаний загін механізації Державної спеціальної служби транспорту. Демобілізувавшись, якийсь час працював у Старобасанській загальноосвітній школі-інтернаті.
Мобілізований 19 березня 2014 року, солдат, гранатометник механізованого батальйону 1-ї окремої гвардійської танкової бригади.
5 вересня 2014-го близько 13 години взвод молодшого лейтенанта 3-го БТРо Калиновського Павла Олександровича кількістю 25 військовиків, та кілька вояків 1-ї танкової бригади, серед яких був Дмитро Власенко, поблизу села Шишкове після 2-годинного бою здійснив відхід у західному напрямку. Командир взводу Павло Калиновський разом з важкопораненим у стегно Андрієм Малашняком та ще трьома бійцями свого взводу і трьома військовослужбовцями 1-ї окремої танкової бригади увечері біля Крутої Гори потрапив у засідку. Після стрілянини опинилися в полоні, полонили й військовиків 3-го БТРо Павла Калиновського, Петрака Олега Михайловича, Кузьмина Михайла Степановича та Литвина Мирослава Богдановича. Розстріляний терористами з Андрієм Малашняком та не ідентифікованими станом на лютий 2017-го вояками, похованими в могилах № 6417 та № 6418.
Вважався зниклим безвісти. 4 червня 2015 року у місці масового поховання, приблизно за 500 метрів на схід від села Крута Гора, дорогою, яка веде до Раївки, знайдено чотири невпізнаних тіла. За результатами молекулярно-генетичної експертизи ідентифіковані Павло Калиновський, Дмитро Власенко та Андрій Малашняк. В ході проведення розслідування стали відомі факти, на підставі є можливість стверджувати, що четвертим було тіло Андрія Норенка, і їх спочатку взяли в полон, а згодом розстріляли.
Перепохований 16 вересня 2015 року у селі Стара Басань.

## Нагороди та вшанування
- За особисту мужність і героїзм, виявлені у захисті державного суверенітету та територіальної цілісності України, вірність військовій присязі під час російсько-української війни, нагороджений 16 січня 2016 року — орденом За мужність III ступеня (посмертно)[2]
- 16 вересня 2016 року, на будівлі Старобасаньської школи, встановлено меморіальну дошку[3].
- Медаль «За жертовність і любов до України» (грудень 2020; посмертно)[4]
- Його портрет розміщений на меморіалі «Стіна пам'яті полеглих за Україну» у Києві: секція 4, ряд 2, місце 18
- Вшановується в меморіальному комплексі «Зала пам'яті», в щоденному ранковому церемоніалі 5 вересня[5]